# Publio Sittio
Publius Sittius Nucerinum (Nuceria Alfaterna, ... – Nordafrica, 44 a.C.) è stato un militare e mercenario romano.

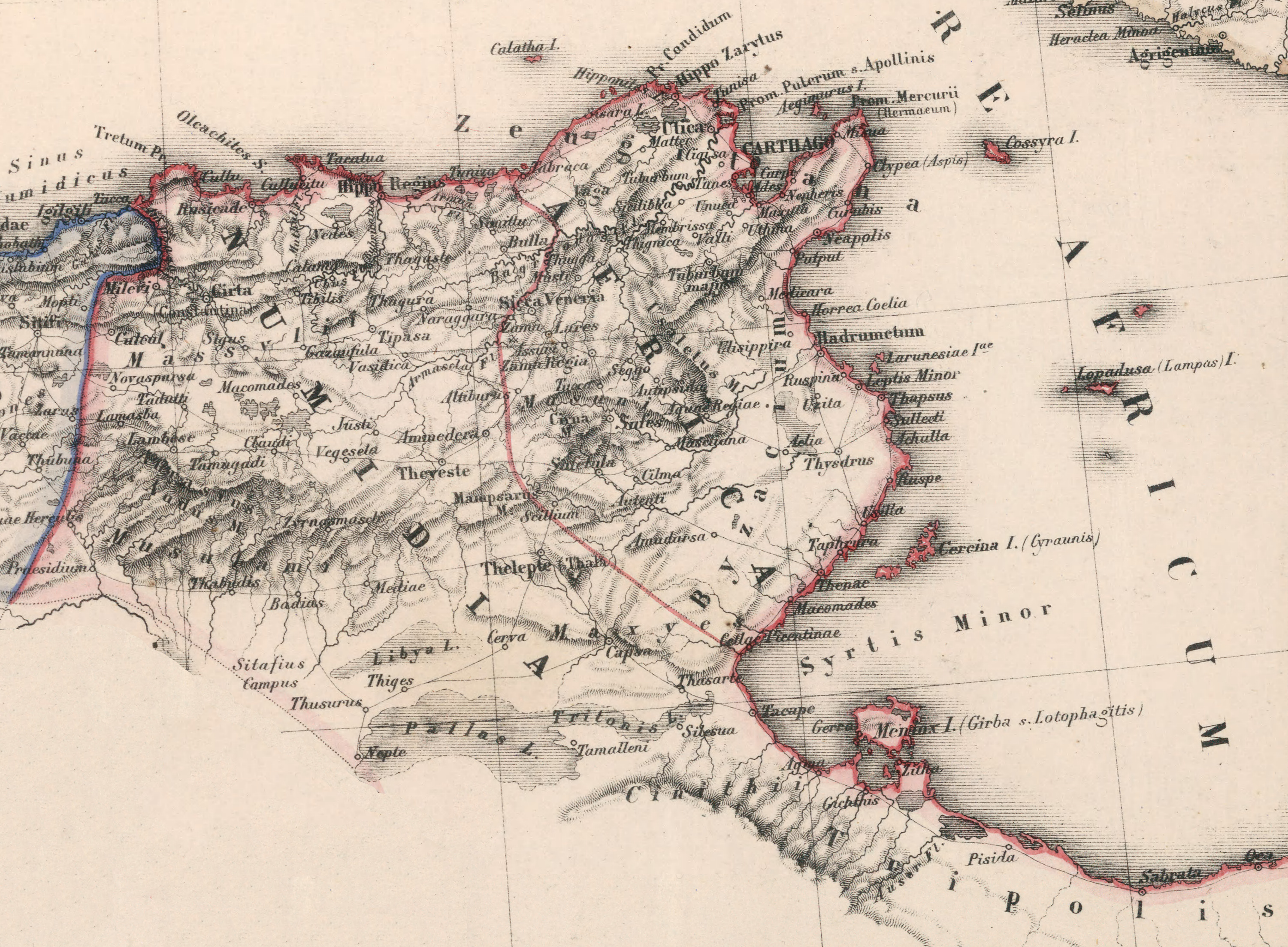
La Numidia in epoca romana

Ottenne numerose vittorie in Africa del Nord nello schieramento di Giulio Cesare. Dopo la riorganizzazione territoriale di Cesare divenne governatore della Numidia occidentale.
Publio Sittio Nocerino (in italiano scritto anche Publio Sizio), è stato un avventuriero, un finanziere, e capo di un esercito mercenario romano. 
La sua famiglia, appartenente alla gens Sittia era originaria di Nuceria Alfaterna. Suo padre aveva preso parte a favore dei romani durante la guerra Marsica. Sittio apparteneva all'élite locale della sua città. Stando alla testimonianza di Cicerone (che si vantava di essere un suo amico), era un valente uomo d'affari.
Durante le guerre civili tra Cesare e Pompeo, nel 46 a.C.si trasferì in Africa. Qui riuscì, con l'appoggio dei Mauretani, a sconfiggere il re della Numidia occidentale, Massinissa II, impegnato al fianco del cugino Giuba. I Numidi e i pompeiani furono presi tra due fuochi e vennero sconfitti nella battaglia di Tapso. Il re Giuba si suicidò, così come Catone Uticense, capo del partito pompeiano.
Cesare riorganizzò i territori africani: il regno della Numidia occidentale viene per metà annesso al regno di Mauretania e per metà assegnato a Sittio (mentre il regno di Numidia orientale divenne invece una nuova provincia: l'Africa Nova).
Le ulteriori vicende belliche durante la lotta dei triumviri Marco Antonio, Ottaviano e Lepido contro i cesaricidi interessarono ancora la provincia. Il principe numida Arabione, figlio dell'ultimo re della Numidia occidentale eliminò Sittio e riconquistò il trono nella primavera del 44 a.C..

## L'attività di finanziere e mercenario
Sittio cominciò la sua carriera come finanziatore. Sembra che fosse abbastanza oculato quando si trattava di gestire ingenti somme (anche riguardanti province e regni).
Nel 64 a.C. fece liquidare i suoi affari in Italia da Publio Cornelio Silla nipote di Lucio Cornelio Silla, a pagò i suoi debiti a Roma, stipulando un accordo con il re di Mauritania. Dopo la sua partenza, fu sospettato di sedizione in favore di Publio Cornelio Silla, che confutò Cicerone nel suo Pro Sulla. Le ragioni precise e le motivazioni della sua partenza non furono chiare, tuttavia, alcuni autori suggeriscono la speranza di una proscrizione. Secondo Sallustio, infatti, P. Sittium Nucerinum faceva parte dei congiurati di Catilina, ed era in Mauritania con un esercito, probabilmente pronto ad approfittare delle promesse di Catilina: Catilina promise che i debiti sarebbero stati cancellati, che i ricchi sarebbero stati messi al bando e che i congiurati avrebbero ottenuto le cariche di magistrati e di sacerdoti.
Dopo varie peregrinazioni in Spagna e in particolare in Mauritania, in Africa Sittio formò un esercito mercenario composto principalmente da esuli italiani a lui devoti, principalmente uomini  scontenti o rovinati dalle guerre civili. Mise le sue truppe a servizio dei potenti del Nord Africa, una regione caratterizzata da numerosi conflitti, non esitando a partecipare a vere e proprie aste per passare da uno schieramento all'altro. Grazie a tali stratagemmi mise insieme una vera e propria fortuna e col tempo si conquistò la reputazione di essere un buon stratega.

## Dalla parte di Cesare
Quando alla fine del 47 a.C. Giulio Cesare arrivò in Africa per combattere gli ultimi partigiani di Pompeo comandati da Metello Scipione, Sittio era a capo di una banda e di una flotta che avevano deciso di servire Cesare, anche se i due contendenti non lo sapevano.
Cesare aveva radunato le sue truppe a Ruspina (moderna Monastir in Tunisia), ma si trovava in difficoltà. Sittio, alleatosi con il re di Mauretani Bocco II, invase la Numidia governata da Giuba I e conquistò Cirta (oggi Costantina), la sua capitale devastando le campagne e le città in difficoltà. Giuba fu così costretto a tornare indietro per difendere il suo regno, ritardando il momento di unire le proprie forze a quelle di Scipione contro Cesare.
Dopo lo sbarco in Africa di Cesare in persona, Giuba lasciò al suo luogotenente Saburra il compito di ricacciare indietro Bocco e Sittio, e si unì all'esercito dei Pompeiani che venne sconfitto nella Battaglia di Tapso (46 a.C.). 
Benché sconfitto, Giuba riuscì a sottrarsi ai Romani, ma in una situazione disperata si fece uccidere in un duello concordato con il comandante Marco Petreio. Secondo le descrizioni degli storici (romani), il carattere di Giuba era coraggioso, selvaggio e portato ai tradimenti. La morte di Giuba permise ai romani di annettersi il suo regno.
Intanto, con una piccola truppa Sittio catturò grazie a una imboscata i legati di Pompeo Lucio Afranio e Fausto Cornelio Silla che aveva cercato di rifugiarsi in Spagna alla testa di 1 500 cavalieri. 
La flotta di Sittio, di stanza a Ippona, affondò allo stesso modo le navi di Scipione e di altri sconfitti che stavano cercando di fuggire in Spagna.

## L'Africa Nova
Dopo il 46 a.C., con la sconfitta dei pompeiani e del re Giuba I ad opera di Cesare nella battaglia di Tapso, il regno numida venne incorporato nella nuova provincia dell'Africa Nova,
In cambio dei servizi resi, Cesare concesse a Sittio e alle sue truppe di entrare in possesso della regione nord-occidentale della Numidia. Si trattava del territorio della città di Cirta, che egli stesso aveva conquistato nella guerra, e di altre tre: Rusicada, oggi Skikda), Mila e Chullu (Collo, nell'odierna Algeria) raggruppate nella Respublica IIII coloniarum Cirtensium. Quel territorio autonomo divenne la provincia dell'Africa Nova.
Interessante che nel I secolo Cirta è ancora citata da Plinio il Vecchio come colonia Cirta Sittianorum.
Dopo la morte di Cesare nel 44 a.C., il principe della Numidia Arabione, figlio del defunto re della  Numidia occidentale Massinissa, tornò dalla Spagna, dove si era rifugiato assieme ad un figlio di Pompeo. tentò quindi di riconquistare il suo regno e, dopo aver cacciato Bocco dal trono di suo padre, attaccò il territorio controllato da Sittio. 
È in queste circostanze che Publio Sittio trovò la morte, grazie ad uno stratagemma.
Arabione poi prese le parti di Augusto e si alleò con Ottavio T. Sesto, già luogotenente di Cesare, ora governatore dell'Africa Nova, così come fecero i sittiani, per fedeltà allo schieramento di Cesare. La fedeltà di Arabione durò poco, e si schierò presto a favore di Sesto Pompeo. Per questo motivo fu eliminato da  Ottavio Sesto nel 41 a.C..

## Dopo Sittio
Se il territorio di Sittio non rimane indipendente dopo la morte di Giulio Cesare, e viene assoggettato all'Africa Nova, le colonie dei suoi mercenari, tuttavia, mantennero i privilegi accordati all'indomani delle loro campagne. 
Secondo i nomi, trovati sugli epitaffi in questa regione, sembra che almeno una parte di mercenari di Sittio siano venuti dalla Campania, come il loro leader, e l'altra dalla Spagna. Inoltre, il gentilizio Sittius diventa molto frequente in questa parte dell'impero.

### Antica
- Lettera di Cicerone n°F 5.17  A P. Sittio in esilio, da Roma (52 a.C.).
- Dione Cassio, Storia di Roma, XLII-XLIII.
- (pseudo-)Cesare, De Bello Africo, 25, 2; 36, 4; 48, 1; 95, 1-2 ; 96, 1-2.

### Contemporanea
- François Bertrandy, L'État de Publius Sittius et la Numidie cirtéenne (Ier siècle avant J.-C.-Ier siècle après J.-C.), Thèse d'État sous la direction de G.-Ch. Picard, Université de Paris IV - Sorbonne, juin 1989.
- François Bertrandy, L'État de P. Sittius et la région de Cirta - Constantine (Algérie), Ier siècle avant J.-C. - Ier siècle après J.-C., L'Information historique, 1990, pp. 69–73.